# Карлушка
Карлушка — посёлок в Майминском муниципальном районе Республике Алтай России, входит в состав Майминского сельского поселения.

## География
Посёлок расположен на берегу реки Катунь, на расстоянии 5 км к западу от села Майма, административного центра района.

## Население
| 2008 | 2009 | 2010 | 2011 | 2012 | 2013 | 2014 |
| ---- | ---- | ---- | ---- | ---- | ---- | ---- |
| 383  | ↗412 | ↗413 | ↗414 | ↗424 | ↗445 | ↗446 |
| 2015 | 2016 |      |      |      |      |      |
| ↗448 | ↘442 |      |      |      |      |      |

## Улицы
| - пер. Береговой 1-й, - пер. Береговой 2-й, - пер. Каменный, - ул. Катунская, | - ул. Лесной, - ул. Молодёжная, - ул. Нагорная, - ул. Приозёрная, | - ул. Проточная, - ул. Солнечная, - ул. Трактовая, - ул. Центральная. |